# Supereon
Supereon (lat. superaeon) predstavlja najveću podelu geološke hronologije. 
Naziv za supereon pre fanerozoika je prekambrijum. On obuhvata eone hadaik, arhaik i proterozoik. 
Sama etimologija reči supereon potiče iz latinskog jezika: super (najveće) i aeon (doba, eon). Ista etimologija je prisutna i kod reči superkontinent, supernova i drugih. 
Supereoni su podeljeni na eone, potom na ere, periode, epohe, stadijume.